# En Šao
En Šao, (kitajsko:  邵恩; pinjin: En Shao) kitajski dirigent, * 3. oktober 1954, Tjandžin, Ljudska republika Kitajska.
V otroških letih se je začel učiti violine in klavirja. Študiral je na glasbenem konservatoriju v Pekingu in postal drugi dirigent Kitajskega radijskega simfoničnega orkestra. Leta 1989 je zmagal na mednarodnem tekmovanju dirigentov v Budimpešti. Od tedaj redno dirigira številnim orkestrom. Je stalni gost orkestra BBC iz Londona. V letih od 1992 do 1995 je bil glavni dirigent in umetniški svetovalec Ulstrskega simfoničnega orkestra in redni gostujoči dirigent španskega orkestra Euskadi. Od leta 2002 je glasbeni direktor Guilfordskega filharmoničnega orkestra in orkestra v kitajskem Macau. Od leta 2006 do 2018 je bil šef dirigent Simfoničnega orkestra RTV Slovenija. Je tudi skladatelj (simfonična suita Vtisi o Hanih).